# Rezerva generală a aviației
Rezerva generală a aviației a fost prima unitate industrială de profil aeronautic din România. A fost înființată în timpul primului război mondial și a făcut parte din Direcția aeronautică a Marelui cartier general al armatei române. A funcționat între 27 septembrie 1916 și 1 iulie 1920, la Iași (cea mai mare parte a existenței ei) și București. În cadrul Rezervei generale a aviției s-au executat lucrări de întreținere, reparare și montare de avioane și motoare de avion.

## Istoric
Ca urmare a evenimentelor de pe frontul românesc al primului război mondial, la 27 septembrie 1916, au fost evacuate la Iași atelierele pentru reparații de avioane și motoare de la Cotroceni și Băneasa.  Astfel, a luat naștere Rezerva generală a aviației, cu baza materială formată atât din materialele evacuate de la Cotroceni și Băneasa, cât și cu scule și mașini-unelte rechiziționate.  În primăvara anului 1917, organizarea aviației militare românești includea și Rezerva generală a aviației, ca fiind subordonată Direcției aeronautice.  La conducerea Rezervei generale a aviație s-au aflat inginer Constantin Silișteanu și sublocotenent Petre Macavei.
Activitatea desfășurată la Rezerva generală a aviației a cuprins întreținerea, repararea și revizuirea avioanelor de luptă și antrenament.  La sosirea misiunii militare franceze condusă de generalul Berthelot, s-a adăugat și activitatea de montare a avioanelor venite din Franța, astfel că la atelierele Rezervei generale a aviației s-au montat și reparat în total 242 de avioane și 545 de motoare de avion.
Activitatea Rezervei generale a aviației s-a desfășurat la Iași până în luna noiembrie a anului 1919, când materialele și majoritatea personalului au fost transferate la București.  Mai apoi, la 1 iulie 1920, denumirea fabricii bucureștene a fost schimbată în Arsenalul aeronautic.